# Anne Berest
Pour les articles homonymes, voir Berest.
Anne Berest, née le 15 septembre 1979 à Paris, est une romancière et scénariste française.

## Biographie

### Jeunesse
Née à Paris, Anne Berest est la fille de la linguiste Lélia Picabia et de Pierre Berest, ingénieur général des mines, diplômé de l’École Polytechnique et de l’École des Mines de Paris.
Elle a deux sœurs dont l'écrivaine Claire Berest.
Elle est l’arrière-petite-fille de Francis Picabia et de Gabriële Buffet-Picabia.

### Formation
Après des classes préparatoires au lycée Fénelon, elle soutient un mémoire d’études théâtrales sous la direction de Georges Forestier, en dramaturgie baroque.

### Carrière
En 2001, Anne Berest crée au Théâtre du Rond-Point la revue théâtrale Les Carnets du Rond-Point dont elle assure la rédaction en chef pendant cinq ans.
En 2006, elle fonde Porte-plume, structure éditoriale spécialisée dans les livres de mémoire, et elle rédige des biographies.
En 2010, elle adapte pour Édouard Baer le roman Un pedigree de Patrick Modiano, qui est joué au théâtre de l’Atelier.
En 2010, elle publie au Seuil La Fille de son père, un premier roman « subtil et maitrisé » d'après Le Monde.
En 2012, Les Patriarches, chez Grasset, un deuxième roman filial sur la fin des utopies. La même année, le roman est finaliste du prix de Flore et finaliste du prix Renaudot.
De janvier à avril 2011, elle écrit une chronique sur Paris dans le Le Journal du dimanche.
En 2014, le fils de Françoise Sagan, Denis Westhoff, lui commande l'écriture d'un livre sur sa mère, ce sera Sagan 1954 à l'occasion des soixante ans de la parution de Bonjour tristesse.
La même année, elle participe à l'ouvrage collectif How to Be Parisian Wherever You Are classé dans les dix meilleures ventes du New York Times, un scrapbook qui analyse avec ironie la figure du stéréotype de la Parisienne,.
En 2015, elle publie chez Grasset son quatrième roman Recherche femme parfaite, une comédie féministe, réflexion sur les injonctions à la perfection que subissent les femmes dans la société contemporaine.
En 2017, elle publie avec sa sœur, l’écrivaine Claire Berest, une biographie  à quatre mains intitulée Gabriële, dont l'héroïne est Gabriële Buffet-Picabia, la femme du peintre Francis Picabia, et compagne de l’artiste Marcel Duchamp. Dans ce livre, les sœurs Berest réhabilitent le rôle intellectuel de Gabriële Buffet-Picabia dans l’histoire de l’art, mettant en valeur son apport dans la pensée de l’abstraction en matière picturale. Le critique d’art Philippe Dagen leur consacre un article dans Le Monde.
Elle est membre du Collectif 50/50 qui a pour but de promouvoir l’égalité des femmes et des hommes et la diversité dans le cinéma et l’audiovisuel,.
En août 2021 est publié son roman La Carte postale. Il reçoit le prix Renaudot des Lycéens 2021, le Grand Prix des lectrices de ELLE, le prix des étudiants de Sciences Po. Il a également remporté le premier prix Goncourt américain décerné en avril 2022. Ainsi que le prix Dayton Literary Peace Prize en 2025 dans la catégorie runner-up.
La traduction anglaise de ce roman sous le titre The Postcard est aussi finaliste pour le Book Club category and the fiction category pour le National Jewish Book Award[réf. nécessaire].
Le Time a classé The Postcard comme l'un des "must read" de l'année 2023.
La traduction anglaise The Postcard atteint la 12ème place des ventes américaines de littérature en fiction auprès de l'union des librairies américaines indépendantes, American Booksellers Association (en)[réf. nécessaire].
En 2025, elle publie son roman Finistère chez Albin Michel, dédié à la famille de son père.[réf. nécessaire]
Depuis 2022, Anne Berest est une membre permanente du jury du Prix Méduse qui a récompensé en août 2022 Vers la Violence (également Grand prix des lectrices de Elle  2023) de Blandine Rinkel et en août 2023 La Colère et l'Envie (également Prix littéraire de la vocation 2023) de Alice Renard, éditions Héloïse d'Ormesson 2023.

## Cinéma et audiovisuel
En 2014, elle est coscénariste du téléfilm Que d’Amour de Valérie Donzelli diffusé sur Arte le 19 juin 2014, Télérama se dit « séduit par sa relecture moderne, libre et furieusement romantique d’un grand classique. »  
En 2015 elle participe à l’écriture de la série Paris, etc., une série télévisée française en douze épisodes de 30 minutes diffusée à partir du 27 novembre 2017 sur Canal+.
En 2016, elle commence pour la chaîne Arte, l’écriture de Mytho, une série en six épisodes de 45 minutes produite par Bruno Nahon. Elle écrit seule les six épisodes, qui seront réalisés par Fabrice Gobert, le réalisateur de la série Les Revenants.
Anne Berest et Fabrice Gobert deviennent les deux co-créateurs de la série Mytho, seule série française en compétition internationale lors de la 10e édition du Festival Séries Mania 2019.
Elle interprète le rôle d'un médecin dans La guerre est déclarée de Valérie Donzelli et le rôle de la présentatrice du journal télévisée dans la série Les Sauvages de Sabri Louatah et Rebecca Zlotowski. Elle joue son propre rôle dans  ADN de Maïwenn Le Besco. Et le rôle de Jeanne dans Les Enfants des autres de Rebecca Zlotowski.
En 2025, elle est co-scénariste du film Vie Privée, avec Rebecca Zlotowski, présenté en sélection officielle hors compétition au Festival de Cannes, avec Jodie Foster dans le rôle principal.
Elle apparaît aussi dans le film documentaire Fragments d'un parcours amoureux réalisé par Chloé Barreau, où elle témoigne de son expérience amoureuse avec la réalisatrice.

## Théâtre
En juin 2010, Anne Berest adapte et met en espace Edouard Baer dans Un Pedigree  de Patrick Modiano au Théâtre de l’Atelier. D’abord pensé comme une lecture, le monologue devient un spectacle, il est repris en décembre 2016 au Théâtre Antoine. Le journal l’Express cite « Dans la mise en scène d'Anne Berest, Edouard Baer, ludion cher à nos cœurs, creuse son art jusqu'au noyau. Grave et pudique, élégant.»
En février 2020, elle écrit et met en scène La Visite pour l’actrice pour Lolita Chammah. Créée au théâtre de Châteauvallon, scène nationale Ollioule, elle est ensuite présentée au Théâtre du Rond-point dans la salle Roland Topor. La pièce raconte « l’histoire d’une jeune femme universitaire, spécialiste en sciences du cerveau, qui a suivi son mari aux États-Unis, où il vient d’être nommé enseignant-chercheur dans une fac prestigieuse. Elle a profité de la naissance de leur premier enfant et de son congé maternité pour l’accompagner sur ce campus, loin de ses amis et de sa famille. Malgré son humour et sa force mentale, cette solitude lui pèse. »

## Romans
- La Fille de son père, éditions du Seuil, coll. « Cadre rouge », 2010, 160 p.  (ISBN 978-2-02-102783-9) – Prix des dunes
- Les Patriarches, éditions Grasset, 2012  (ISBN 978-2-246-80084-2), 288 p.
- Sagan 1954, éditions Stock, coll. « La bleue », 2014  (ISBN 978-2-234-07740-9), 180 p.
- Recherche femme parfaite, éditions Grasset, 2015  (ISBN 978-2-246-85244-5), 304 p.
- Gabriële (avec Claire Berest), éditions Stock, coll. « La bleue », 2017  (ISBN 978-2-234-08618-0)
- La Carte postale, éditions Grasset, 2021  (ISBN 9782246820505)
- Finistère, éditions Albin Michel, 2025,  (ISBN 9782226504883)

## Théâtre
- La Visite, suivi de Les Filles de nos filles, théâtre, Actes Sud Papiers, 2020 .  (ISBN 978-2-330-13154-8)

## Publications
- Audrey Diwan, Caroline de Maigret, Sophie Mas et Anne Berest, How to be parisian wherever you are : Love, Style, and bad habits, Doubleday, 2014, 272 p. (ISBN 978-0-09-195809-1)
- Préface de Lettres et poèmes à Gabriële (avec Claire Berest), Francis Picabia, Seghers, 2023.

- Article du catalogue VIVA VARDA !, exposition Agnès Varda, Editions de La Martinière, 2023[36].
- Article du catalogue de l'exposition La carte postale : de l'objet populaire à l'œuvre d'art - "La carte d-postale de Francis Picabia.", Fonds Mercator, 2024.  (ISBN 9789462303720)[37]
- Préface de Derrière l'épaule, Françoise Sagan, Livre de poche, rééd. 2024.
- Préface de Le Miroir égaré, Françoise Sagan, Livre de poche, rééd. 2024
- Postface du catalogue de l'exposition Suzanne Duchamp, rétrospective, édité par Hatje Cantz Verlag, pour la Kunsthaus de Zurich[38].

## Scénariste
- 2014 : Que d'amour ! de Valérie Donzelli (téléfilm d'après Marivaux diffusé sur Arte)
- 2017 : Paris, etc. de Zabou Breitman (série télévisée diffusée sur Canal+)
- 2019-2021 : Mytho de Fabrice Gobert (série télévisée créée par Anne Berest et Fabrice Gobert)
- 2021 : Coeurs vaillants de Mona Achache
- 2022 : L'Evénement d'Audrey Diwan (d'après Annie Ernaux - collaboratrice)[39],[40]
- 2022 : Gabriële Buffet-Picabia, la femme au cerveau érotique de Marthe Le More (téléfilm)
- 2025 : Vie privée de Rebecca Zlotowski

## Prix et distinctions
- Finaliste du prix de Flore 2012[8] pour Les Patriarches
- Finaliste du prix Renaudot 2012[9] pour Les Patriarches
- Prix de la meilleure série de comédie en langue non anglaise au Festival international des médias de Banff en 2020[41].
- Festival Séries Mania, 2019, prix du Public pour Mytho, réalisé par Fabrice Gobert.
- Prix de l'Héroïne Madame Figaro 2018 dans la catégorie Essai pour Gabriële co-écrit avec Claire Berest.
- Prix Grands Destins du Parisien week-end 2018 pour Gabriële, co-écrit avec Claire Berest[42].
- Prix Renaudot des Lycéens 2021[43] pour La Carte postale
- Sélection Prix Goncourt 2021[44] pour La Carte postale
- Grand Prix des lectrices ELLE[18] 2022 pour La Carte postale
- Prix littéraire des étudiants de Sciences Po[19] 2022 pour La Carte postale
- Prix Goncourt Américain 2022[20] pour La Carte postale